# Парко Адрја (Бари)
Парко Адрја (итал. Parco Adria) је насеље у Италији у округу Бари, региону Апулија.
Према процени из 2011. у насељу је живело 229 становника. Насеље се налази на надморској висини од 58 м.